# Nikolaus Lavesque von Arlon
Nikolaus Lavesque von Arlon (* im 14. Jahrhundert; † 16. Februar 1392 in Trier) war ein römisch-katholischer Theologe und Weihbischof in Trier sowie Titularbischof von Akkon.

## Leben
Über die Herkunft des Nikolaus Lavesque von Arlon gibt die Quellenlage keine Aufschlüsse. Der Namensführung zufolge stammte er aus Arlon, der Hauptstadt der Provinz Luxemburg. Er
trat in den Karmeliterorden und studierte Theologie an der Universität Avignon und der Universität Paris. Möglicherweise studierte er auch an der Universität zu Köln und promovierte später zum Dr. theol. Ende des 14. Jahrhunderts wurde er zum Prior der Karmeliten in Trier ernannt.
Papst Clemens VI. erteilte am 20. April 1344 dem Erzbischof Balduin von Trier die Erlaubnis, für den nach Boppard gewechselten Sigbert von Troisdorf einen Nachfolger zu bestimmen. Nikolaus wurde am 27. Juni 1344 in Avignon zum Titularbischof von Akkon geweiht. Am gleichen Tage wurde er Weihbischof in Trier.
Am 10. September 1354 bestätigte ihn Erzbischof Boemund von Saarbrücken erneut als Weihbischof in Trier.